# Cristo del pis
El Cristo del pis, también conocida como La inmersión, es una obra de arte creada en 1987 por el artista estadounidense Andres Serrano. La obra muestra un crucifijo sumergido en un tanque lleno de la propia orina del artista. La pieza fue la ganadora de los premios de Arte visual del Centro de Arte Contemporáneo de Southeastern.
La obra ha generado mucha controversia por ser considerada arte blasfemo. Serrano ha dicho respecto a la controversia que nunca buscaba ofender ni lo había pensado a la hora de crear la obra, ya que él mismo es católico y seguidor de Cristo.

## Descripción
El medio principal de la obra es la fotografía con una performance. La imagen final muestra un crucifijo sumergido en lo que en apariencia parece ser un líquido amarillo. El artista ha descrito la sustancia líquida como su orina propia en un recipiente. La fotografía forma parte de una serie de fotografías de Serrano donde sumergía diferentes objetos en diferentes tipos de líquidos, como leche, sangre u orina. Dos años después, en 1987 creó el Cristo de la orina. La fotografía mide 150cm por 100 cm, y está impresa en Cibachrome. Sus colores están profundamente saturados. La obra presenta colores dorados y rosados. Si no fuera por las declaraciones del artista respecto al líquido de la obra, el espectador podría pensar que veía ámbar o poliuretano en lugar de orina.
Según Serrano la obra no es una crítica directa a la religión, y en cambio podría entenderse como una crítica a la comercialización y objetualización de la misma. Según el artista, en vez de entenderse como una obra provocadora, debe entenderse como una obra cristiana en sí, ya que de Cristo surgió la sangre, "pero la mierda y la orina de la misma forma, por lo que no se puede desconectar de su santidad".
La crítica de arte Lucy R. Lippard habla del valor formal del Cristo del Pis, por su parte bella y misteriosa, y describe el trabajo como una imagen bella con un fulgor rosado y magnífico. Lippard sugiere que los valores formales de la imagen pueden ser considerados por separado de otros significados.

## Recepción
En 1987, el Cristo del Pis de Serrano fue expuesto en la Galería Stux de Nueva York y fue muy bien recibida. La polémica llegó más tarde cuando la obra fue expuesta en 1989 con grandes detractores, incluyendo Senadores de Estados Unidos como Al D'Amato y Jesse Helms, indignados porque Serrano vendió la obra por quince mil dólares. Serrano ha recibido amenazas de muerte y correos de odio, y ha perdido subvenciones y exposiciones debido a la controversia. Otros alegaron que la financiación del Gobierno al Cristo del Pis violó la separación entre la iglesia y el estado.
La Galería Nacional de Victoria organizó una exposición retrospectiva de Serrano en 1997, y el Arzobispado Católico de Melbourne y el Arzobispo George Pell intentaron que la obra fuera retirada con una serie de demandas en la Corte Suprema de Victoria. Días después la obra recibió ataques diversos, entre ellos, de dos jóvenes que la atacaron con un martillo. Fuentes oficiales de la galería informaron que recibían amenazas de muerte en respuesta por exponer el Cristo del Pis. En una ocasión se debió cancelar la exposición al haber además un Rembrandt en la misma, por la seguridad de ambas obras. Seguidores, críticos y artistas defendieron el Cristo del Pis por el bien de la libertad de expresión.
El Cristo del Pis fue una de las obras principales en la Whitney Bienal de 2006, comisariada en torno a la identidad, la política y la desobediencia. El 17 de abril de 2011 una copia del Cristo del Pis fue atacada en varias ocasiones en el Museo de Arte Contemporáneo de Aviñón, Francia.